# JASDAQ
JASDAQ (яп. ジャスダック дзясудакку) — компания Токийской фондовой биржи, работающая с японским рынком ценных бумаг, основана 1 июня 1976 года. До 1 апреля 2010 года являлась внебиржевым рынком ценных бумаг. С 1 апреля 2010 по 16 июля 2013 года входила в Осакскую биржу ценных бумаг и называлась JASDAQ Securities Exchange (яп. 株式会社ジャスダック証券取引所 кабусики-гайся дзясудакку сё:кэн торихикисё), с 16 июля 2013 года стала находиться под контролем Токийской фондовой биржи. Расположена в Токио, Япония. JASDAQ никак не связана с биржей NASDAQ, но использует торговую систему аналогичную той, что на NASDAQ.